# Ta’ Ħaġrat

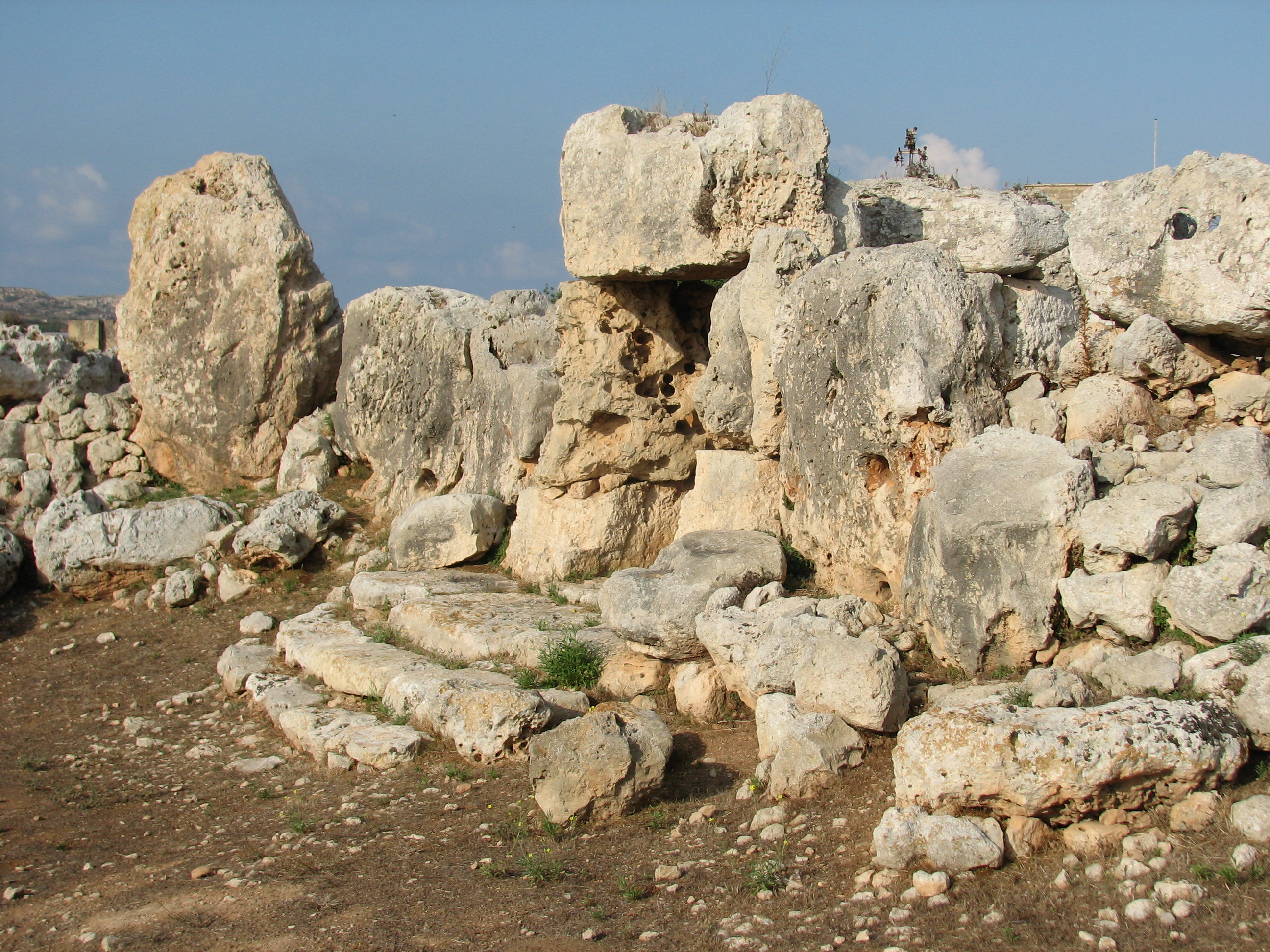
Fassade des Haupttempels mit Zugang

Grundriss

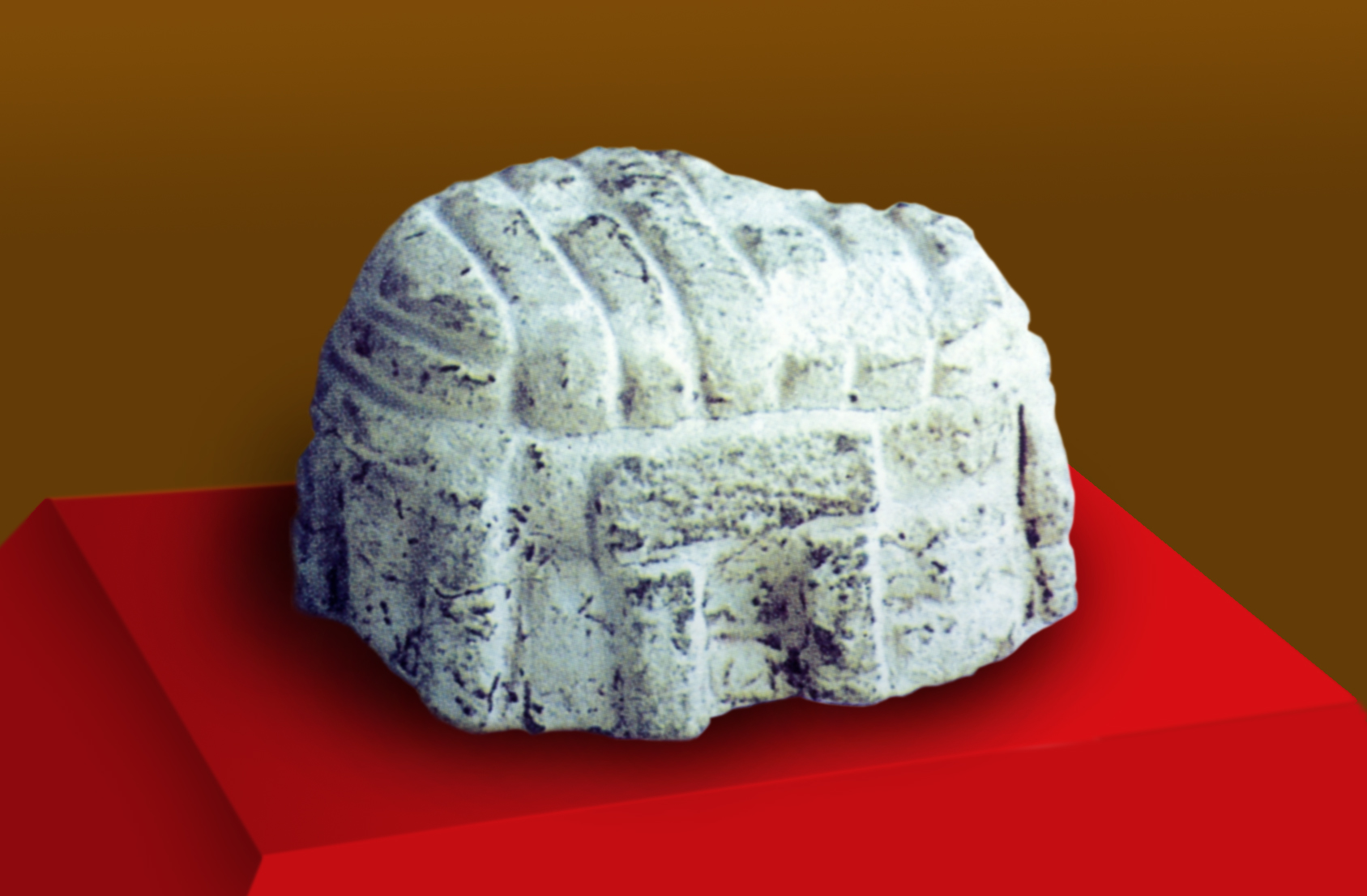
In Ta’ Ħaġrat gefundenes Modell eines Tempels.

Die Tempel von Ta’ Ħaġrat (gesprochen Ta Hadschrat) liegen bei Mġarr am Nordrand der Bingemma Senke auf Malta. Sie zählen zu den Megalithischen Tempeln von Malta, die 1992 zum UNESCO-Weltkulturerbe erklärt wurden und wurden in das Nationale Inventar der Kulturgüter der maltesischen Inseln aufgenommen. Ta’ Ħaġrat ist einer der ältesten Kultplätze auf Malta. Seine Nutzung begann bereits während der Għar-Dalam-Phase. Die Steintempel von Ta’ Ħaġrat existieren seit der Mġarr- oder Ġgantija-Phase.
Der Einzugsbereich der 1925 ausgegrabenen Tempel erstreckt sich über den Westen der Bingemma-Senke. Der uralte Kultplatz Skorba liegt nur einen Kilometer entfernt im Osten. Beide liegen in einer fruchtbaren mit Terra-rossa-Böden versehenen Region an den Südhängen des Wardija Ridge. In der Region steht Korallenkalkstein an, der für die Tempel Verwendung fand. Globigerinen Kalkstein gibt es nur in etwa 1,5 km Entfernung. Die beiden sehr eng benachbarten Tempel von Ta’ Ħaġrat besitzen eine dreilappige (kleeblattähnliche) Grundkomposition und bestanden ursprünglich aus je zwei geschlossenen Seitennischen. Der Haupttempel (A) hat eine sehr tiefe, der Nebentempel (B) eine mittelgroße Kopfnische.
Der Zusammenhang zwischen den Tempeln ist nicht eindeutig geklärt. Die Grabungsbefunde sind im Hinblick auf die Bauperioden schwierig zu interpretieren. Ein interner Übergang bestand im offenen Bereich des Haupttempels (1). Die Außenwand des Nebentempels mündet in den aufgebrochenen Mantelbereich des Haupttempels.

## Haupttempel
David Trump hat den Tempel auf 3600–3000 v. Chr. datiert. Die aus Monolithen und Bruchsteinen gebildete breite äußere Umwallung der drei Räume, der so genannte Mantel, passt sich der gelappten Kontur an. Die Exedra ist links in einen nicht definierbaren Bereich hinein ausgezogen und besitzt vor dem Zugang drei originale Stufen. Entlang der Fassade und der zentralen Achse sind die monumentalsten Blöcke verbaut worden. Der Front-Trilith besitzt einen hochkant aufgelegten Deckstein. Der Bereich der Seitennischen endet in einer, der Kopfnische vorgeblendeten, Toranlage, bestehend aus dem Portal und kleinen Nischenanbauten. Dies ist für dreilappige Kompositionen außergewöhnlich. Beide Durchgänge sind mit Bodenplatten ausgelegt. Zentral zwischen den Seitennischen und den beiden Torbauten liegt ein separierter nahezu rechteckig eingegrenzter Bereich. Hinter der vorgeblendeten Toranlage liegt eine ungewöhnlich „runde“ Kopfnische.
Die ursprüngliche Gestaltung im Bereich des Übergangs zum Nebentempel (1) ist nicht geklärt. Im Zwickel zwischen Haupt- und Nebentempel finden sich Mauerreste.

## Nebentempel
David Trump hat den Tempel auf 3300–3000 v. Chr. datiert. Der Nebentempel wurde aus bedeutend kleineren Steinen als der Haupttempel errichtet. Er hat keine Exedra und keinen Vorplatz. Sein Zugang erfolgte wahrscheinlich über den Quertrakt des Haupttempels. Das Mauerwerk ist nur bis zu einer Höhe von etwa einem Meter erhalten. Von der Kopfnische aus besteht ein Trilithtenzugang zu einer ungewöhnlich großen, eventuell erst später angefügten Zwickelkammer.

## Funde
Westlich der Tempelanlage stieß man auf Hüttenreste, in denen mehrere Handmühlen aus korallenartigem Kalkstein gefunden wurden. Außerdem fand man Gegenstände aus Feuerstein, Jaspis und Obsidian.